# Починок (Шарьинский район)
Почи́нок — упразднённая деревня в Шарьинском районе Костромской области России. Входила в состав Зебляковского сельского поселения. Исключена из учётных данных в 2025 году.
До 1 марта 2021 года относилась к упразднённому Заболотскому сельскому поселению.

## География
Расположена у деревни Колобовка, на речке Поповка.

## История
На Плане генерального межевания Ветлужского уезда деревня была обозначена, как Онохина.
В 1897 году в деревне Онохинский починок Гагаринской волости Ветлужского уезда проживали 132 жителя (49 мужчин и 83 женщины). 
В 1907 году в деревне имелись 30 дворов, где проживали 153 жителя. Преобладающими занятиями населения, кроме земледелия, были рогожный и лесной промыслы
В 1916 году в деревне имелся 31 двор, где проживали 150 жителей (59 мужчин и 91 женщина).
В 1925 году в деревне проживали 175 жителей.

## Население
| 2008 | 2010 | 2014 |
| ---- | ---- | ---- |
| 0    | →0   | →0   |